# Kájov
Kájov (německy Gojau) je vesnice a spolu s řadou okolních vesnic též obec ležící 4 km na západ od Českého Krumlova na pomezí CHKO Blanský les. Žije zde přibližně 2 000 obyvatel.

## Dějiny

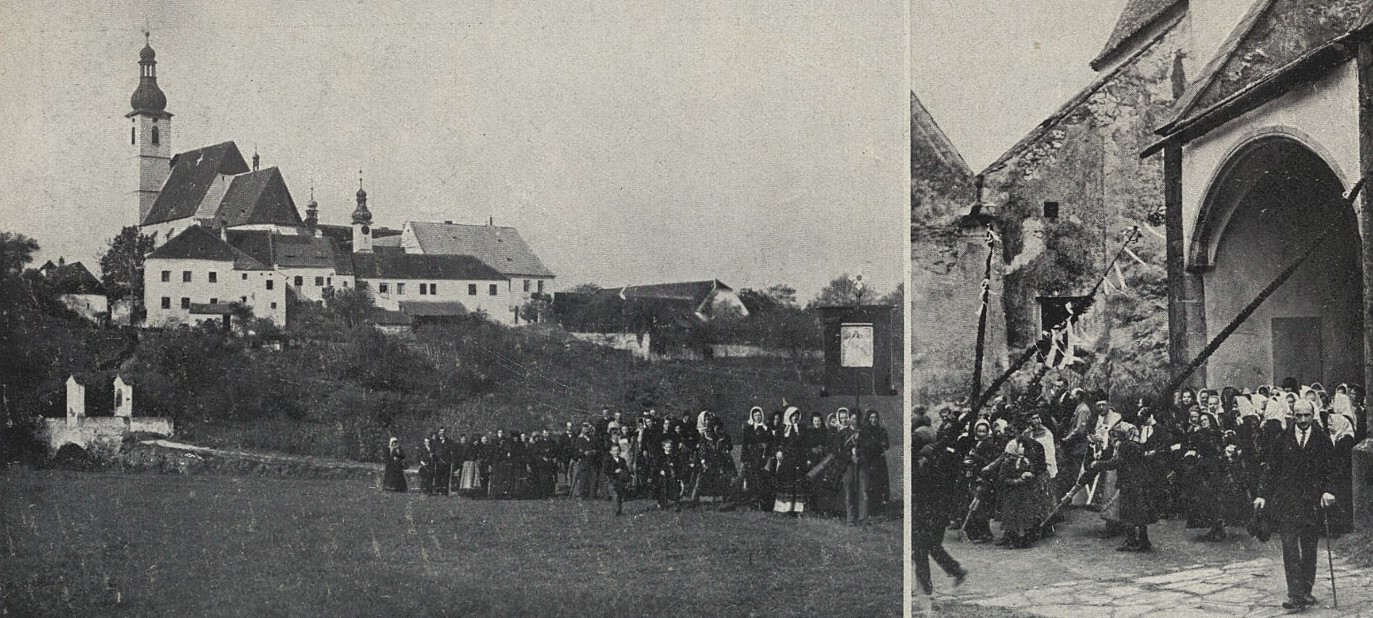
Kájovská pouť, Květná neděle 1930

První písemná zmínka o vesnici pochází z roku 1263. Po zavedení obecního zřízení byl Kájov osadou obce Kladné. V roce 1921 zde stálo 7 domů a žilo 43 obyvatel, z toho 2 Češi a 36 Němců. V letech 1938 až 1945 byl Kájov v důsledku uzavření Mnichovské dohody přičleněn k nacistickému Německu. Od roku 1961 je Kájov samostatnou obcí a z Kladného se stala místní část Kájova.

### Dějiny poutního místa
Vesnice Kájov je hojně navštěvovaným mariánským poutním místem, jedním z nejstarších v Čechách. Poprvé je doložena ve 13. století jako spadající pod cisterciácký klášter Zlatá Koruna. V historii bylo místo několikrát upravováno a rozšiřováno, mj. po vypálení roku 1469 a v době baroka v 17. století. Tak vznikl poutní komplex tvořený kostelem Nanebevzetí Panny Marie, kaplí Úmrtí Panny Marie, farou a hospicem. Teprve roku 1930 sem přišli příslušníci řádu oblátů a založili zde konvent v budově fary, který však byl po druhé světové válce zrušen.
Od října 2012 působí v Kájově komunita Milosrdných sester svatého Kříže, která zajišťuje i komentované prohlídky kostela.

## Geografie
Kájov se nachází v Šumavském podhůří na soutoku Polečnice (též zvané Kájovský potok) a Chvalšinského potoka, v pahorkaté kotlině pod masivem Kleti. Její vrchol (1087 m n. m.) leží těsně za severovýchodní hranici katastru obce a nachází se zde nejvyšší místo. Dalšími vrchy na území jsou např. Bílý kámen (931 m), Ohrada (886 m), Kraví hora (789 m) nebo Dlouhý vrch (741 m). Nejníže pak leží výtok Polečnice ve Starých Dobrkovicích (497 m). Jádro obce se nachází ve výšce okolo 550 m.
Sousedními obcemi Kájova jsou (od východu v hodinovém směru) Český Krumlov, Větřní, Bohdalovice, Hořice na Šumavě, Polná na Šumavě, vojenský újezd Boletice, Chvalšiny, Křemže, Srnín a Přísečná.
Kájovem prochází silnice I/39, z níž se zde odpojuje silnice II/166. Souběžně se silnicí I/39 vede železniční trať České Budějovice – Černý Kříž, z níž je ve stanici Kájov vyvedena dlouhá a již nepoužívaná vlečka do papírny Větřní.

## Členění obce
Kájov je z územněsprávního hlediska netypickou obcí, neboť nemá „vlastní“ katastrální území – rozkládá se na k.ú. Kladenské Rovné, Kladné, Kraví Hora, Křenov u Kájova a Novosedly u Kájova. Samotný Kájov pak leží převážně na k.ú. Kladné a severní částí (Nový Křenov) na k.ú. Křenov u Kájova.

### Místní části
- Boletice (k.ú. Kraví Hora)
- Kájov (k.ú. Kladné a Křenov u Kájova)
- Kladenské Rovné (k.ú. Kladenské Rovné)
- Kladné (k.ú. Kladné)
- Křenov (k.ú. Křenov u Kájova)
- Lazec (k.ú. Křenov u Kájova)
- Mezipotočí (k.ú. Novosedly u Kájova)
- Novosedly (k.ú. Novosedly u Kájova)
- Přelštice (k.ú. Kladné)
- Staré Dobrkovice (k.ú. Kladné)

### Připojení Boletic
V roce 2011 navrhlo Ministerstvo obrany ČR optimalizaci vojenských újezdů, v jejímž rámci by některé osady včetně Boletic měly být z vojenského újezdu Boletice do začátku roku 2015 vyčleněny. Vláda o zmenšení újezdu od roku 2015 rozhodla na začátku ledna 2012. V pátek a v sobotu 10. a 11. února 2012 uspořádalo ministerstvo obrany v dotčených osadách anketu o jejich budoucnosti. V okrsku Boletice se vyjádřilo 45 % obyvatel, přičemž 78 % hlasujících se vyjádřilo pro to, aby se osada Boletice připojila k obci Kájov jako její nová místní část.
Na základě zákona č. 15/2015 Sb., o hranicích vojenských újezdů, zůstalo součástí vojenského újezdu Boletice stejnojmenné katastrální území, zatímco k obci Kájov bylo ke dni 1. ledna 2016 připojeno katastrální území Kraví Hora, na jehož území ovšem leží drtivá většina zástavby dosavadní sídelní jednotky Boletice. Díky tomu se na území obce Kájov ocitl i boletický újezdní úřad.

## Pamětihodnosti
- Kostel Nanebevzetí Panny Marie
- Výklenková kaplička nad zázračnou studánkou
- Fara (čp. 1)
- Hospoda (čp. 2)
- Kaple svaté Anny
- Kaple Božího těla
- Sousoší svatého Josefa, svatého Tadeáše a svatého Antonína Paduánského od Josefa Dietricha
- Silniční mostek z 19. století
- Úsek bývalé poutní cesty do Kájova
- Soubor 8 božích muk, Růžencová cesta z Kájova do Kladného
- Boží muka na hřbitově u kostela
- Dům č. p. 26 v Kladenské Rovném, bývalá tvrz českého humanisty Václava z Rovného

## Zvláště chráněná území
- Přírodní památka Kalamandra v katastrálním území Kladné
- Přírodní památka Meandry Chvalšinského potoka v katastrálním území Křenov u Kájova
- Přírodní rezervace Kleť  v katastrálním území Křenov u Kájova (jen okrajově)

Celá severní část území Kájova se nachází v CHKO Blanský les.

## Osobnosti
- Václav z Rovného, rožmberský kancléř, český humanista a mecenáš
- Václav Albín z Helfenburka, rožmberský kancléř a archivář, zemřel v Kájově, Malotíně

## Galerie

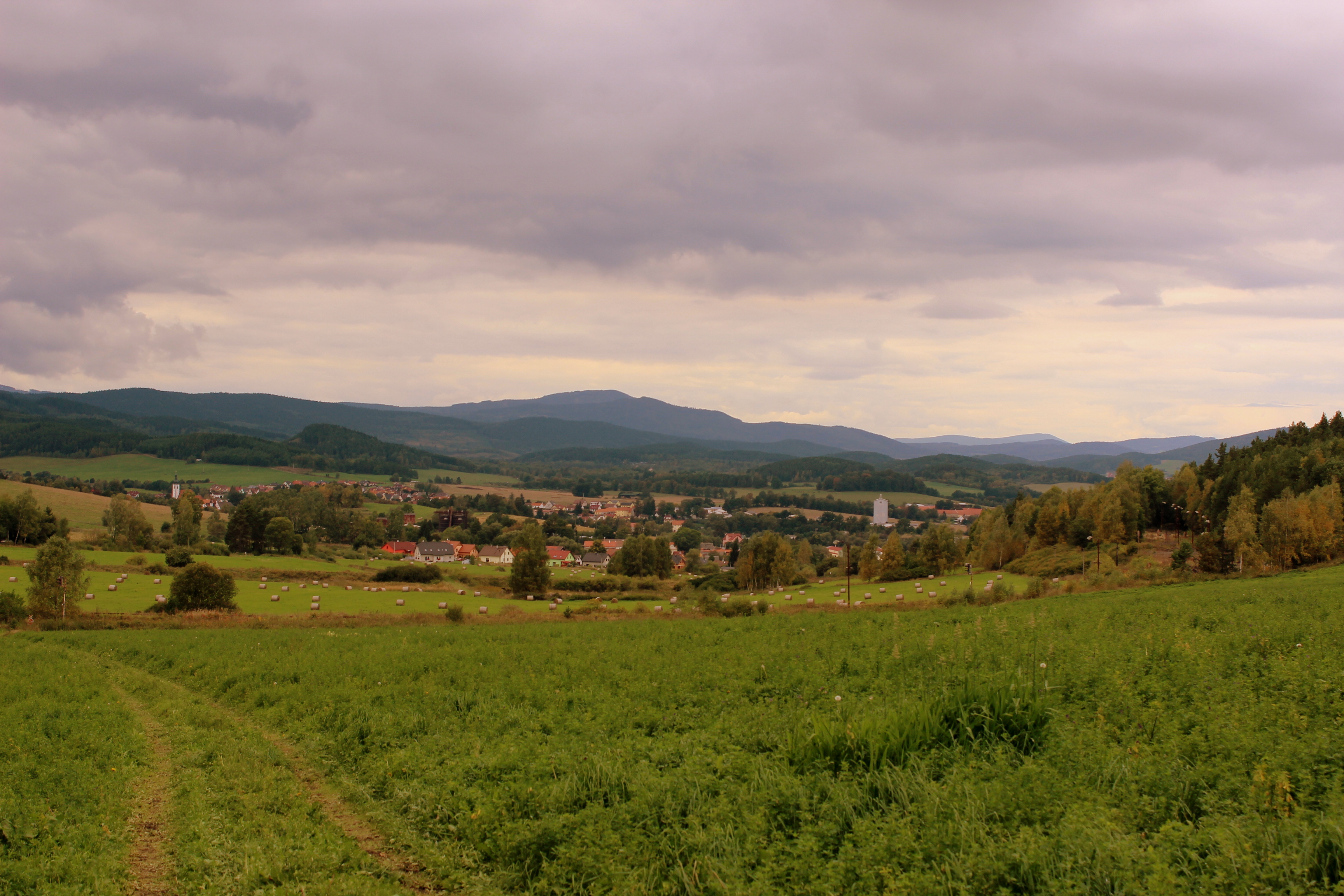
Z dálky
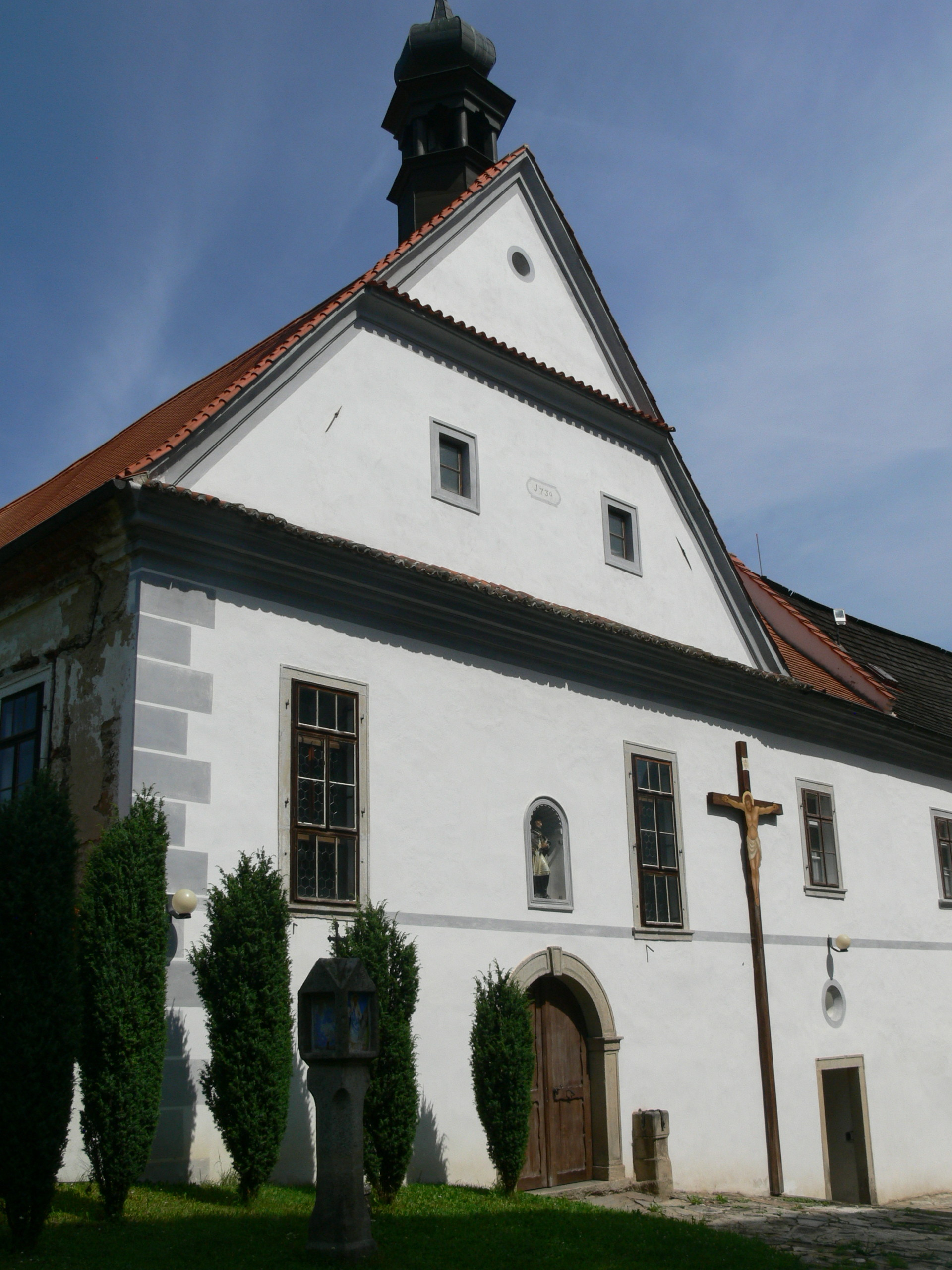
Kaple
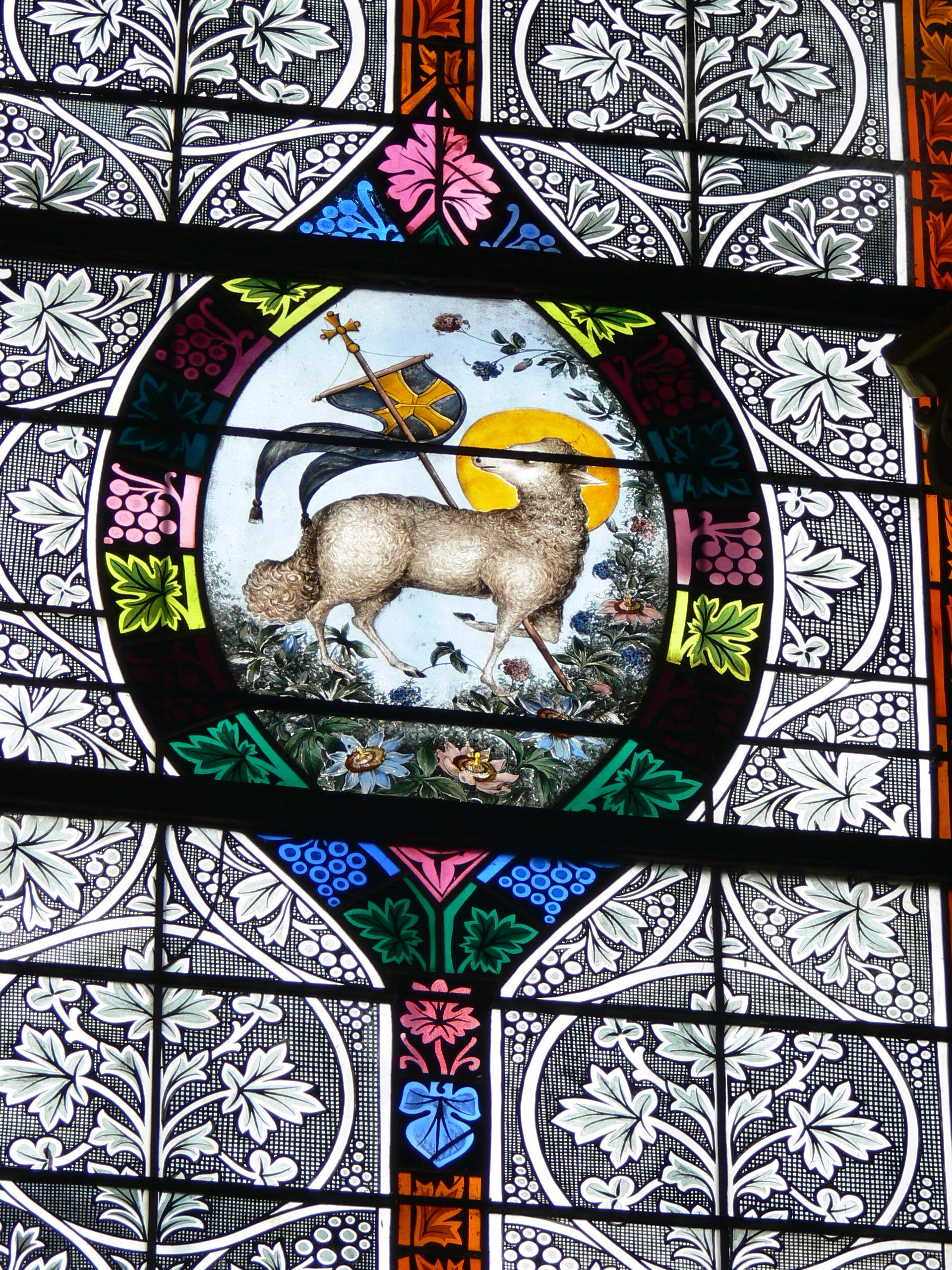
Kostelní okno
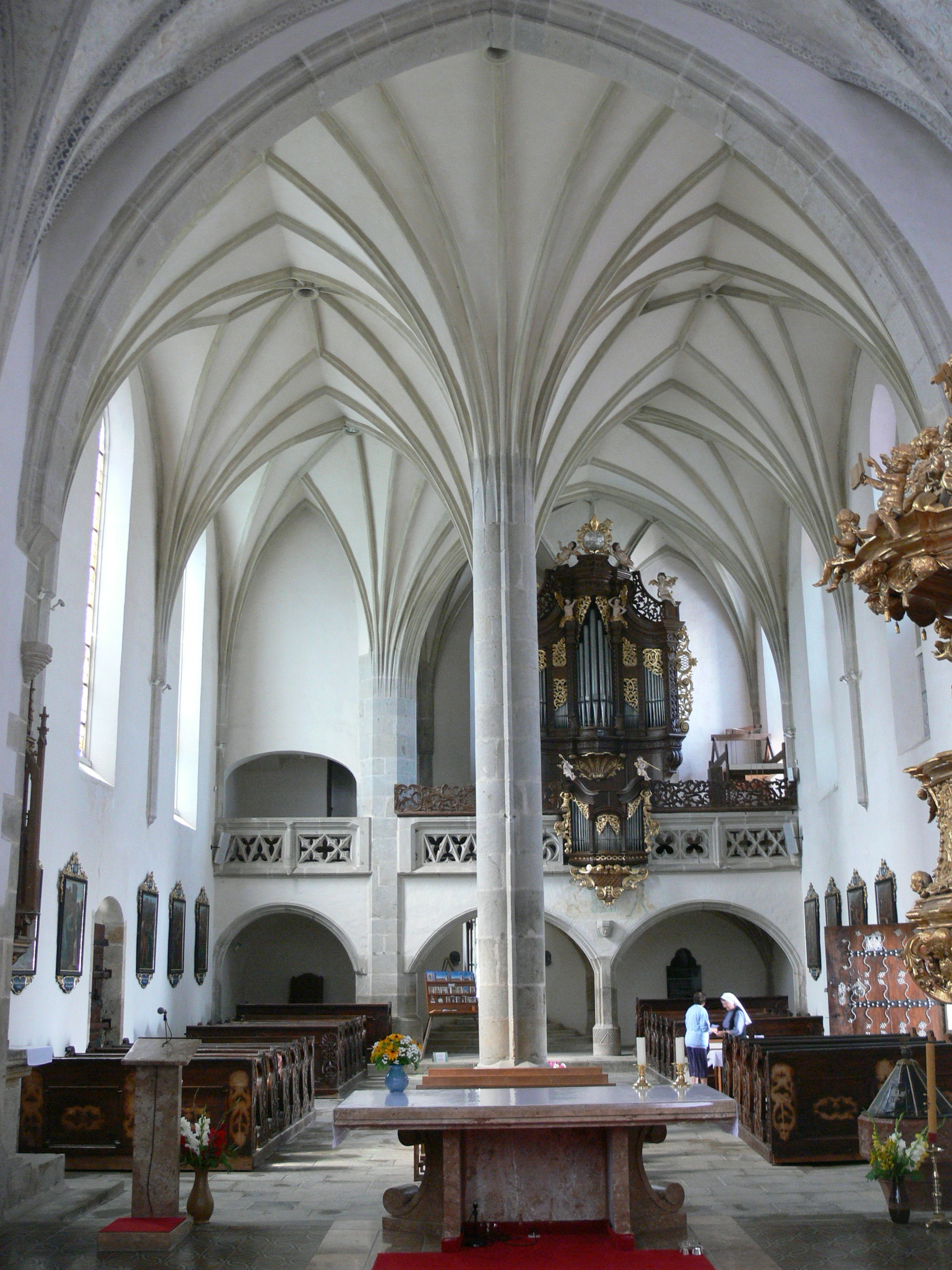
Kostel
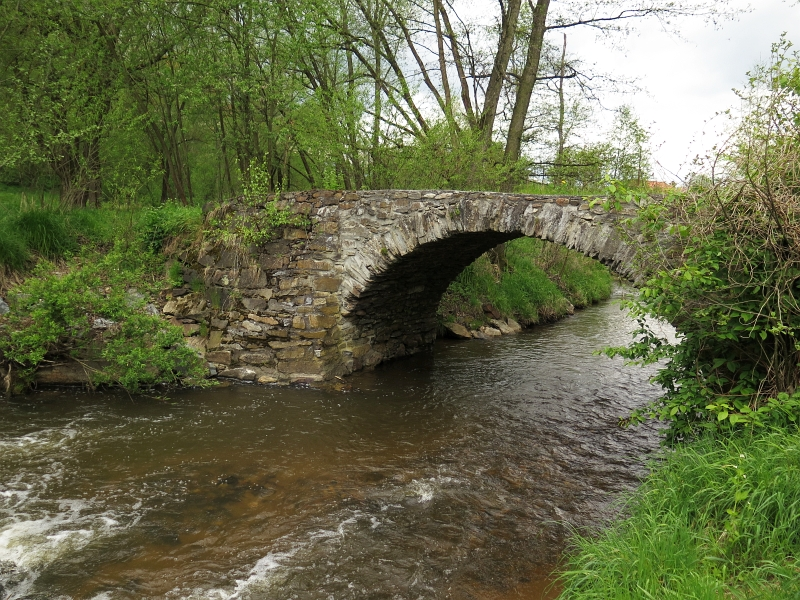
Silniční můstek
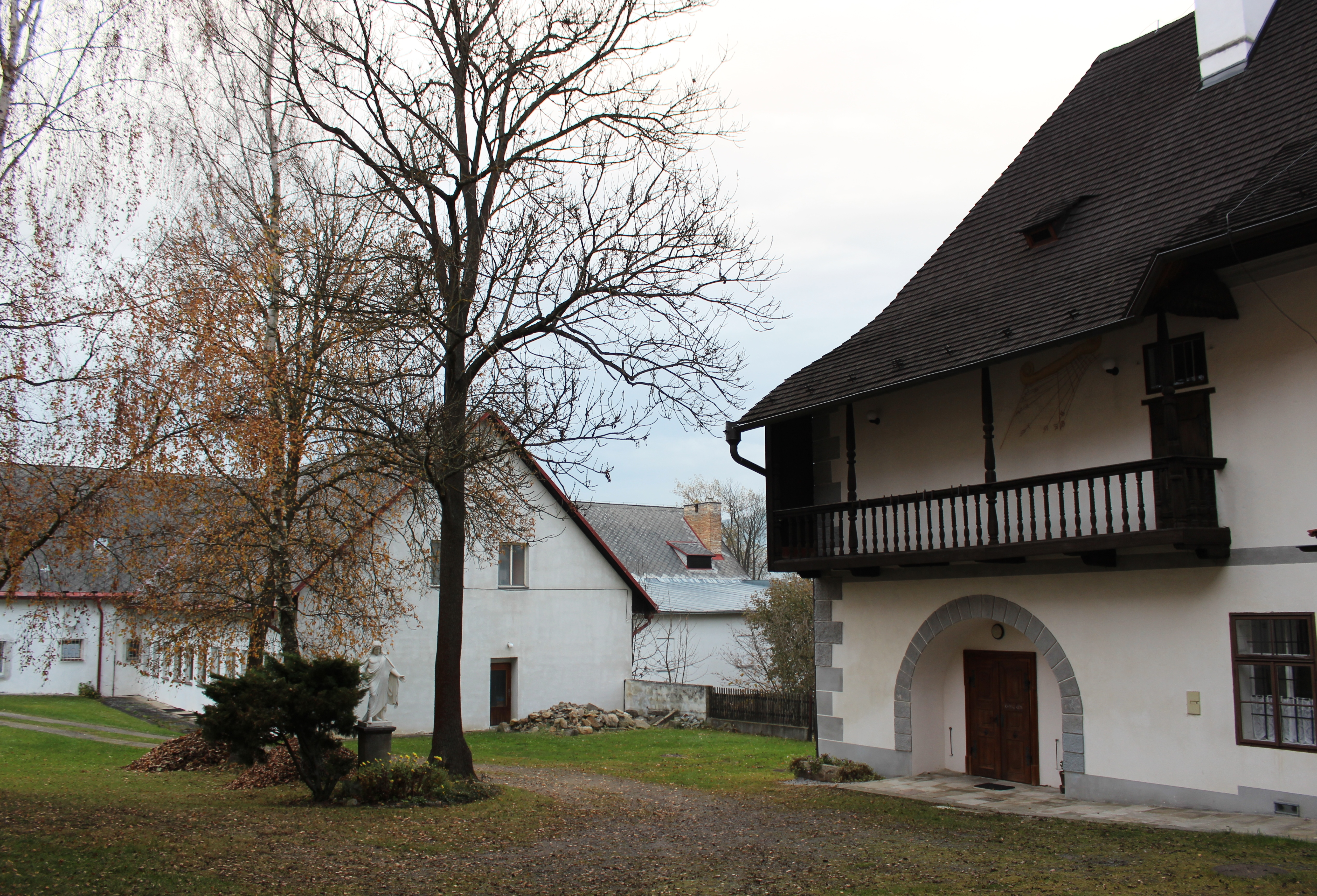
Stavení
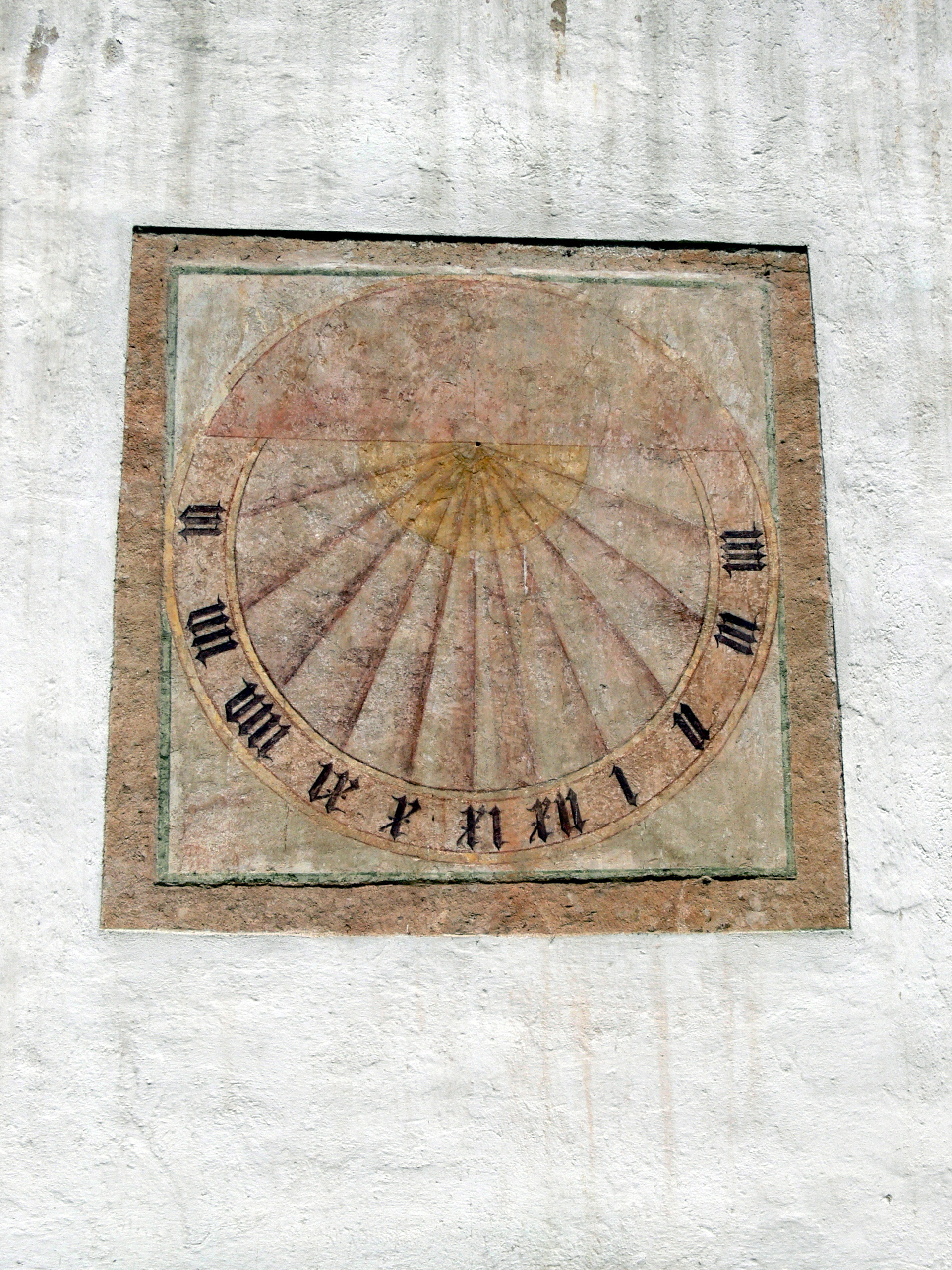
Sluneční hodiny
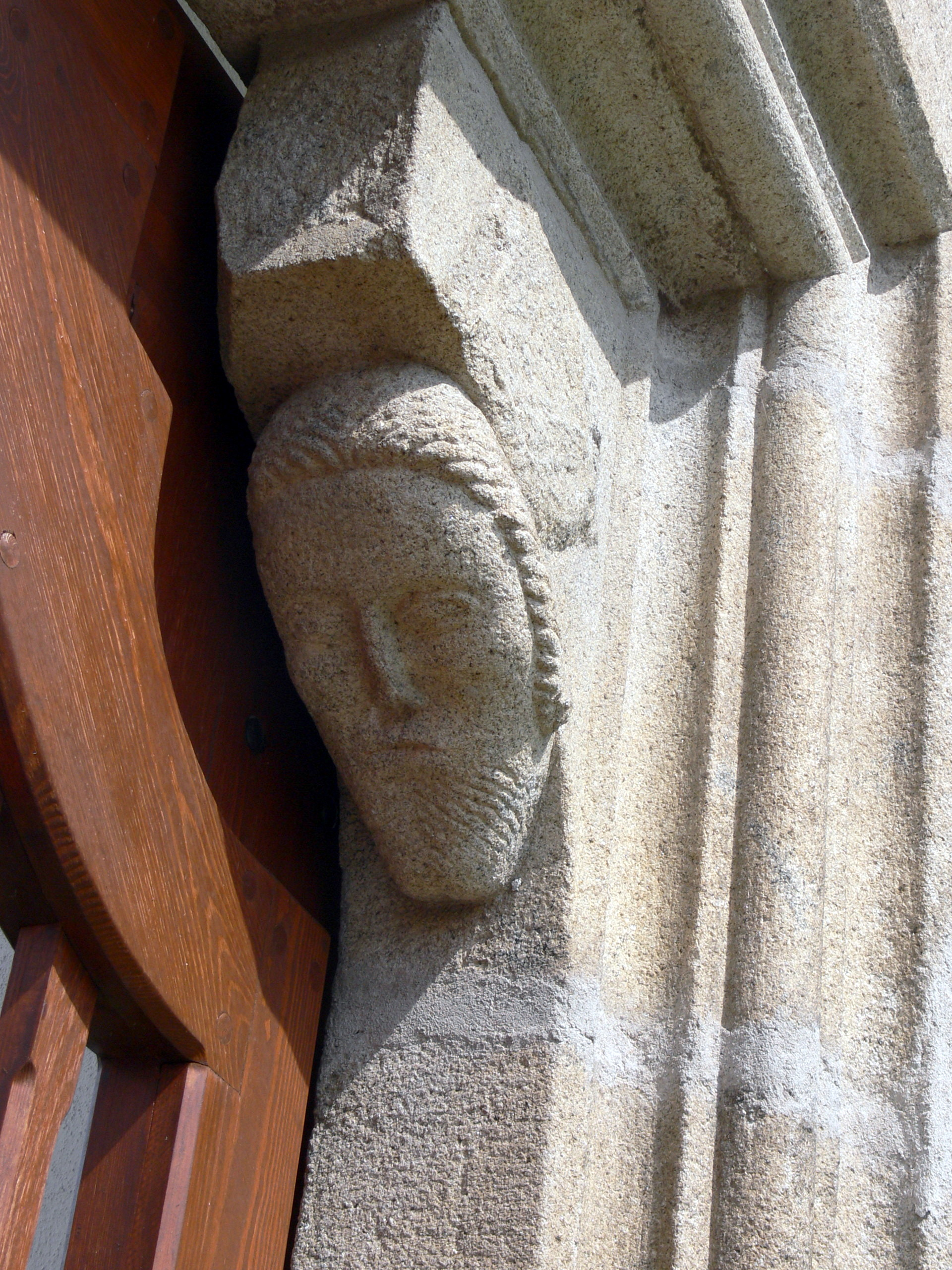
Portál
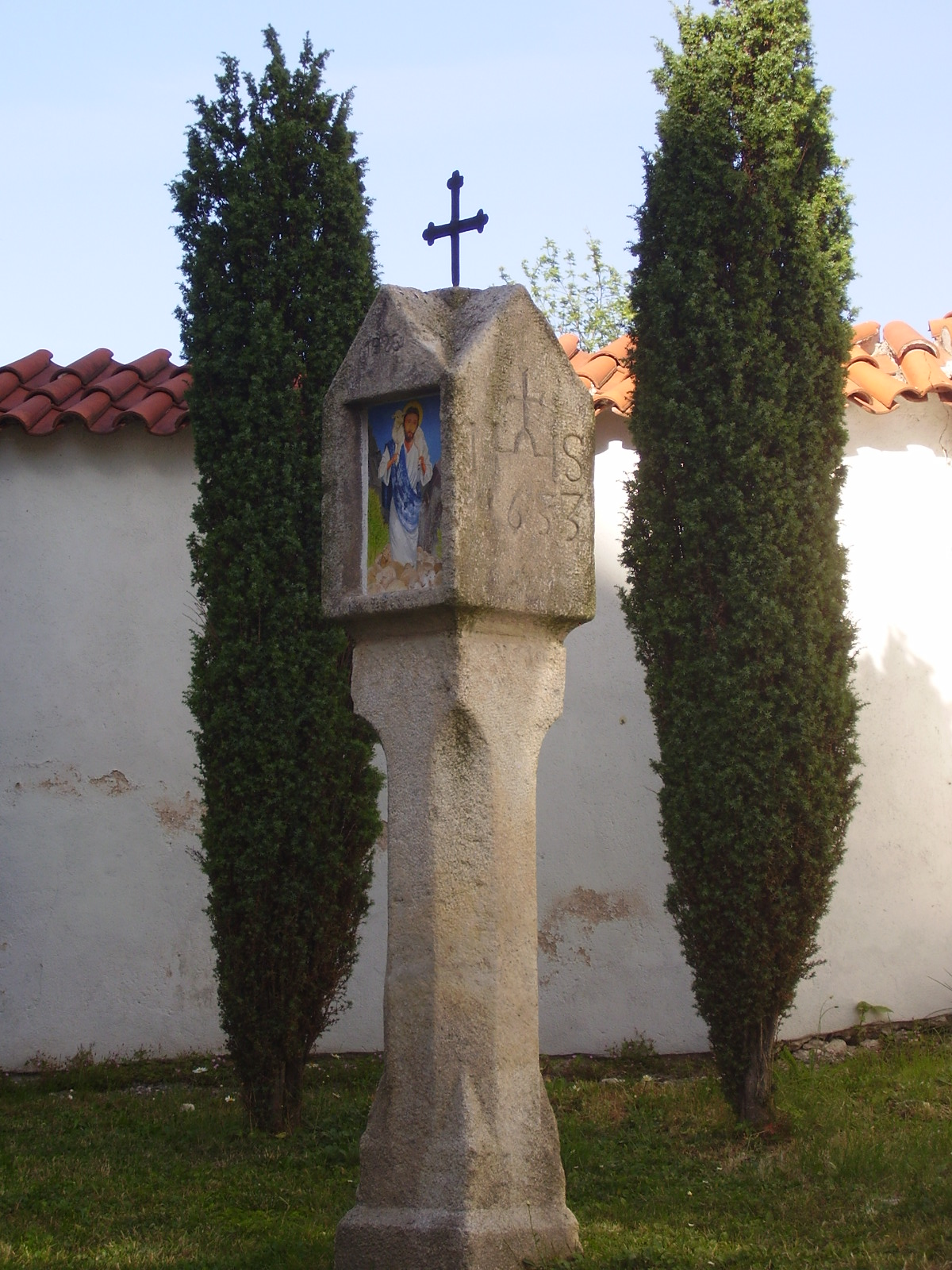
Boží muka
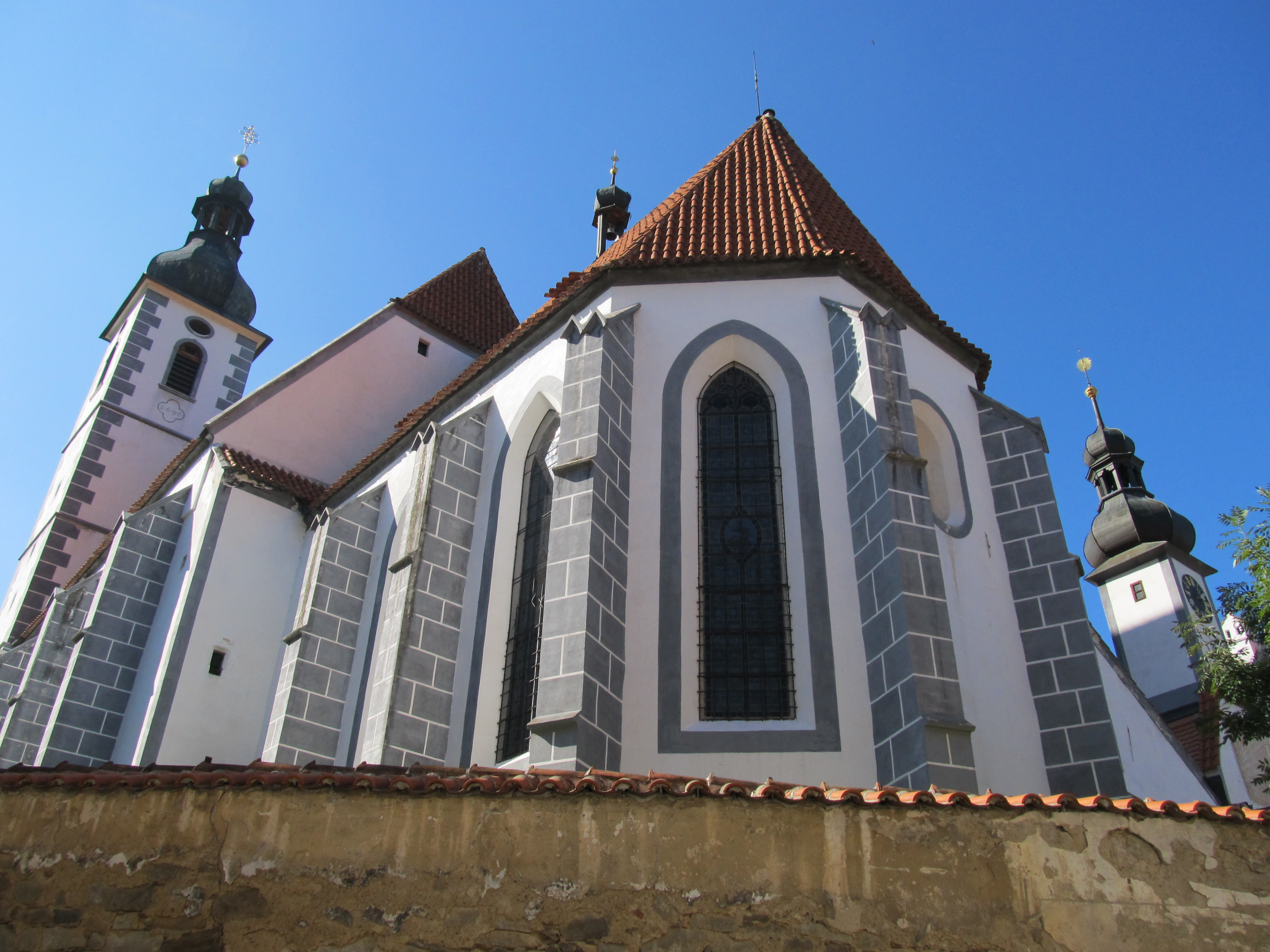
Kostel